# Championnat d'Europe de patinage artistique 1928
Navigation
Édition précédente Édition suivante
Le championnat d'Europe de patinage artistique 1928 a lieu à Opava en Tchécoslovaquie.

## Podium
| Épreuves                      | Or          | Argent       | Bronze          |
| ----------------------------- | ----------- | ------------ | --------------- |
| Messieurs résultats détaillés | Willy Böckl | Karl Schäfer | Otto Preißecker |

## Tableau des médailles
| Rang  | Nation   | Or | Argent | Bronze | Total |
| ----- | -------- | -- | ------ | ------ | ----- |
| 1     | Autriche | 1  | 1      | 1      | 3     |
| Total | Total    | 1  | 1      | 1      | 3     |

## Détails de la compétition Messieurs
| Rang | Nom               | Nation          | Places | Points | Fig. impo. | Prog. libre |
| ---- | ----------------- | --------------- | ------ | ------ | ---------- | ----------- |
| 1    | Willy Böckl       | Autriche        |        |        |            |             |
| 2    | Karl Schäfer      | Autriche        |        |        |            |             |
| 3    | Otto Preißecker   | Autriche        |        |        |            |             |
| 4    | Ludwig Wrede      | Autriche        |        |        |            |             |
| 5    | Rudolf Praznowski | Tchécoslovaquie |        |        |            |             |
| 6    | Otto Zappe        | Tchécoslovaquie |        |        |            |             |
| 7    | Wilhelm Czech     | Tchécoslovaquie |        |        |            |             |